# L'identità rubata
L'identità rubata (The Wrong Son) è un film televisivo del 2018, diretto da Nick Everhart.
Si tratta del tredicesimo film della serie The Wrong.
In Italia è stato trasmesso per la prima volta il 1º ottobre 2019 sul canale TV8; sebbene il 16 ottobre 2018 fosse stato trasmesso in lingua italiana sul canale svizzero RSI LA2.

## Trama
Dieci anni dopo la sua scomparsa, Matt fa inspiegabilmente ritorno a casa, ma il suo strano comportamento fa nascere dei sospetti se si tratti veramente di lui o di un impostore che ne ha assunto l'identità.